# ТВ-21
Это статья о региональном телеканале. О телеканале художественных фильмов со схожим названием см. TV XXI.
Телекомпания ТВ-21 (Мурманский филиал ООО «Северо-западное вещание») — негосударственный региональный телеканал, вещающий на территории Мурманской области. Потенциальная аудитория около 800 тыс. человек. Является сетевым партнером телеканала ОТР.

## История канала
Основателями телекомпании стали Дмитрий Швец, Андрей Кретов и Гангур Хачатурян, бывшие сотрудники единственного на тот момент функционировавшего в регионе телеканала ГТРК «Мурман». Первый эфир состоялся 11 мая 1992 года на 12-м частотном канале. Сетку вещания составляли кино- и мультипликационные фильмы, а также телегазета с рекламными объявлениями. Чуть позже был создан рекламный отдел, занимающийся производством и размещением в эфире рекламных роликов. Однако уже через несколько месяцев в эфир вышли «Криминальные новости» — первая информационная передача с соответствующей названию тематикой. Следующим проектом было производство и выпуск программы «Стоик», освещающей экономику и бизнес региона. В процессе развития канала реализовывались новые проекты медиапространства. В сетке вещания появились «Полис», «День», «Гильдия», «Арт-конвейер» и другие программы информативного характера.
1 августа 2016 года телекомпания запустила круглосуточный телеканал с собственным программированием — ТВ-21+.
Решением Федеральной конкурсной комиссии по телерадиовещанию от 15 февраля 2017 года телеканал «ТВ-21+» выбран обязательным общедоступным региональным телеканалом («21-я кнопка») Мурманской области.
С 28 ноября 2017 года телекомпания «Северо-западное вещание» объявила о прекращении телевещания программы «СТС + ТВ-21» в Кандалакше, Кировске, Мончегорске и Оленегорске посредством эфирного аналогового вещания. Время вещания в Мурманске с 7:00 до 1:00 ежедневно.
С 14 октября 2019 года в связи с отключением аналогового телесигнала в России вещание в Мурманске в формате «СТС + ТВ-21» было также прекращено. Телеканал СТС больше не является партнёром ТВ-21.
С 29 ноября 2019 года начато вещание программ ТВ-21+ (ежедневно с 6:00 до 9:00 и с 17:00 до 19:00) на телеканале ОТР на территории Мурманской области.
1 марта 2022 года телеканал сменил логотип и оформление, а также перешёл в широкоформатное вещание (16:9). Некоторые изменения произошли также в региональных врезках на ОТР.

## Руководство канала
С момента основания компании вплоть до трагической гибели управление телевидением лежало на плечах Дмитрия Швеца.
2003 г. — 2009 г. — должность Генерального директора Телекомпании занимал Валентин Гладышев.
декабрь 2009 г. — октябрь 2012 г. — должность Генерального директора Телекомпании занимала Светлана Солдатова.
октябрь 2012 г. — октября 2014 г. — должность Генерального директора Телекомпании занимала Эльвира Серга.
октябрь 2014 г.  до 3 декабрь 2019 г. — должность Генерального директора Телекомпании вновь заняла Светлана Солдатова.
С 4 декабря 2019 года Мурманский филиал ООО «Северо-западное вещание» возглавил Моцокин Олег Станиславович.
- Главный редактор — Олег Шрам
- Продюсер  — Татьяна Куфенко
- Коммерческий директор — Юлия Черетун

## Программы

### Новости
Основной продукт телеканала. Выходит ежедневно по будням в 13:30 и в 19:30 (и на ОТР 18:30 и с повтор 07:00 и 08:00) с несколькими повторами. Впервые новостная передача на ТВ-21 вышла в эфир в январе 1995 года под названием «День».

### Заповедник
Телепроект о природе севера и людях, которые занимаются ее изучением и сохранением.

### Больной вопрос
Программа о медицине и здоровье.

### Деловая среда
Программа для бизнеса и о бизнесе.

### Телегазета
Видеообъявления от частных и юридических лиц.

## Награды
В 2011 году программа «Наше утро» стала победителем всероссийского телевизионного конкурса «ТЭФИ-Регион» в номинации «Ежедневная информационно-развлекательная программа». 21 ноября на церемонии награждения Телекомпании ТВ-21 была вручена статуэтка золотого Орфея .
В 2023 году программа "Новости на ТВ21+" стала победителем всероссийского телевизионного конкурса «ТЭФИ-Регион» в номинации «Ежедневная информационная программа для городов с численностью населения до 300 тысяч». 21 ноября Телекомпания стала обладателем второго Орфея.

## Сайт
В 2006 году был создан собственный сайт компании, на котором можно посмотреть как выходившие на ТВ-21 сюжеты, так и всю программу на неделю